# 今治市立亀岡小学校
今治市立亀岡小学校（いまばりしりつ かめおかしょうがっこう）は、愛媛県今治市にある公立小学校。

## 沿革
- 2005年（平成17年）1月16日 - 小学校の立地する越智郡菊間町が今治市（旧）等と合併したのに伴い、今治市立亀岡小学校と改称。

## 周辺
- 亀岡郵便局
- 種川
- 皆曲岬
- 菊間国家石油備蓄基地
- 国道196号

## アクセス
- JR予讃線 伊予亀岡駅から北へ100m
- せとうちバス 亀岡または種にて下車

## 通学区域が隣接している学校
- 今治市立菊間小学校
- 今治市立大西小学校